# Röllbach (Usa)
Der Röllbach ist ein etwa 2,4 Kilometer langer rechter und südlicher Zufluss der Usa.

## Geographie

### Verlauf
Der Röllbach entspringt nördlich von Wehrheim in einer Wiese. Er fließt zunächst in Richtung Nordnordwesten. Nach etwa 200 Metern erreicht der Bach ein Waldgelände. Er umfließt westlich den Binzelberg. Danach führt sein Lauf nordwärts am Rande des Waldes entlang. Südlich vom Röllbachhof wird er auf seiner rechten Seite vom Kittelbach gespeist. Kurz danach mündet er östlich von Usingen in die Usa.

### Zuflüsse
- Kittelbach (rechts) (1,4 km)

### Flusssystem Usa
- Fließgewässer im Flusssystem Usa

## Röllbachtal
Das Röllbachtal ist ein Naturschutzgebiet. Es wird durch das Vorkommen von Feuchtwiesen und feuchten Hochstaudenfluren geprägt. Bis Sommer 2004 lag Oberlauf des Röllbaches  in einen Fichtenwaldgebiet. Die Fichten wurden entfernt und durch Erlen  und  Eschen ersetzt. Das Naturschutzgebiet mit einer Größe von 73,93 Hektar wurde am 11. August 1999 unter Schutz gestellt.